# Jolanda Čenová
Jolanda Jevgeňjevna Čenová (rusky Иоланда Евгеньевна Чен; * 26. července 1961, Moskva) je bývalá ruská atletka, která se věnovala trojskoku.

## Kariéra
První výrazný úspěch ve své kariéře zaznamenala v roce 1989 coby dálkařka, když získala stříbrnou medaili na halovém ME v nizozemském Haagu. O rok později skončila na ME v atletice ve Splitu ve finále dálky na 5. místě. Později se začíná specializovat na trojskok.
V roce 1993 vybojovala stříbrnou medaili na halovém MS v Torontu. 18. června téhož roku vytvořila skokem dlouhým 14,97 metru nový světový rekord v trojskoku, když tehdy o dva centimetry vylepšila výkon Ukrajinky Inessy Kravecové. Její rekord překonala na MS v atletice 1993 ve Stuttgartu jiná ruská trojskokanka Anna Birjukovová, která skočila do vzdálenosti 15,09 m a stala se mistryní světa. Čenová zde získala za 14,70 m stříbro. V roce 1994 na evropském šampionátu v Helsinkách obsadila 4. místo.

## Osobní rekordy
Její výkon v hale je bývalým světovým rekordem a v současné době ji řadí na šesté místo v dlouhodobých tabulkách. Dál skočily jen Kubánka Yargelis Savigneová, Marija Šestaková ze Slovinska, Olga Rypakovová z Kazachstánu, Britka Ashia Hansenová a světová rekordmanka Ruska Taťána Lebeděvová (15,36 m).
- hala – 15,03 m – 11. března 1995, Barcelona
- dráha – 14,97 m – 18. června 1993, Moskva